# Leanders letzte Reise
Leanders letzte Reise ist ein deutsches Drama des Regisseurs Nick Baker-Monteys aus dem Jahr 2017.

## Handlung
Nach dem Tod seiner Frau Hilde begibt sich der 92-jährige Eduard Leander aus Berlin auf eine Reise in die Ukraine, um nach der Liebe seines Lebens zu suchen. Leanders Tochter Uli ist von dieser Idee nicht begeistert und schickt ihre Tochter Adele zum Bahnhof, um den alten Mann von seinem Vorhaben abzubringen. Adele verlässt jedoch nicht rechtzeitig den Zug, bevor dieser in Richtung Osten abfährt. Anstatt in Frankfurt an der Oder auszusteigen, entschließt sich Adele, ihren Großvater auf seiner Reise zu begleiten.
Eduard hatte nie große Sympathie für seine Tochter und Enkeltochter und hatte seine Frau geheiratet, obwohl er ihr von Anfang an gesagt hatte, dass er sie nicht liebe. Trotzdem beginnt Adele sich mehr und mehr für ihren Großvater, seine Beweggründe und seine Vergangenheit zu interessieren.
Im Zug nach Kiew lernen Eduard und Adele den jungen, lebenslustigen Lew kennen. Er ist Russe, in der Ukraine aufgewachsen, lebt in Deutschland und fühlt sich in allen Welten zu Hause. Als Eduard und Adele kein Hotel finden, bringt Lew sie bei seiner Familie unter. Dort kommt es beim Essen zu einem lauten Wortwechsel zwischen ihm und seinem Vater, der die Maidan-Aufständischen als Faschisten bezeichnet. Eduard bittet um Ruhe. Im Weiteren stellt sich heraus, dass Eduard als Offizier in der Wehrmacht gedient hat und Kompaniechef einer Kosaken-Kavallerieeinheit war. Lew hilft ihnen in Kiew bei der Suche nach Eduards damaliger Geliebter Svetlana. Jedoch bleibt diese Suche erfolglos und auch der Versuch, über das Archiv des KGB an Svetlanas Geheimdienstakte und so deren Aufenthaltsort zu kommen.
Und so machen sich Eduard, Adele und Lew im alten BMW von Lews Vater auf den Weg in Svetlanas Dorf in der Nähe von Luhansk. Lews Bruder, der auf Seiten der Separatisten gegen die ukrainische Armee kämpft, hilft ihnen freizukommen, als sie von diesen als vermeintliche Spione festgehalten werden. Gemeinsam besuchen sie Lews Großmutter. Hier kommt es zum Streit zwischen den beiden Brüdern über die politische Lage. Am nächsten Morgen, bevor sie in das ehemalige Kosakendorf weiterfahren, fordert sein Bruder Lew auf, sich für eine Seite zu entscheiden.
Vom Dorf führt die Spur weiter nach Russland, in das sie zur Umgehung langwieriger Visaformalitäten über die grüne Grenze einreisen. Währenddessen eskaliert die politische Lage: Ihnen kommen Militärfahrzeuge entgegen, die Nachrichten berichten von der Annexion der Krim. 300 Kilometer hinter der Grenze finden sie schließlich Svetlanas Adresse und ihre Familie. Svetlana selbst hat sich nie von den Folgen ihrer Inhaftierung in einem Gulag erholt und ist bereits 1974 verstorben. Jedoch lebt ihre Tochter mit ihrer Familie noch in dem Haus. Eduard, von dem Svetlana viel erzählt hat, wird wie ein Held empfangen. Er hatte sie damals gerettet und auf dem Rückmarsch lange Zeit beschützt. Eduard zeigt sich emotional und gelöst, was seine Enkelin nicht von ihm kennt. Es stellt sich heraus, dass Eduard der Vater von Svetlanas Tochter ist. Auf die Anmerkung von Adele, dass Svetlanas Familie auch Eduards Familie sei, entgegnet dieser jedoch, dass Adele, ihre Mutter und ihre Großmutter seine Familie seien. Die Stimmung wird getrübt, als Adele ihren Großvater fragt, ob er ein Täter sei. Dieser fragt wiederum einen alten Kosaken-Veteranen, der gemeinsam mit Eduard gekämpft und sich der Wiedersehensfeier mit Svetlanas Familie angeschlossen hat. Der Veteran bejaht die Frage: Auf dem Rückzug musste sich die Kompanie gegen Partisanen wehren. Die Gefangenen wurden auf Eduards Befehl erschossen, da er in dieser Situation keine andere Möglichkeit sah. Obwohl sie tief enttäuscht von ihrem Großvater ist, erkennt Adele, dass sie Eduards Rolle im Krieg nicht klar in gut oder böse einteilen kann. Sie umarmt Svetlanas Tochter und Enkeltochter – ihre eigene Tante und Cousine – zum Abschied, bevor sie sich mit Eduard und Lew auf den Heimweg macht. Auf dem Weg in Richtung Kiew stirbt Eduard.
Unterwegs erreicht Lew die Nachricht, dass seine Großmutter bei einem Raketenangriff im Separatistengebiet getötet wurde. Sie treffen seinen Bruder wieder, der auf die ukrainische Armee verweist. Als Eduards Leichnam bei der getöteten Großmutter in deren zerstörten Wohnblock abgelegt wird, trifft auch seine Berliner Tochter Uli ein. Lew bringt die beiden Frauen nach Kiew zum Bahnhof, bleibt aber. Er verspricht Adele beim Abschied, bald nach Deutschland zurückzukehren. Es bleibt offen, ob er sich seinem Bruder und den Separatisten anschließt.

## Veröffentlichung
Leanders letzte Reise hatte am 21. September 2017 Filmpremiere in den deutschen Kinos und am 22. September in den österreichischen Kinos. Am 8. November 2017 wurde er auf dem Stockholm International Film Festival aufgeführt, am 28. Mai 2018 auf dem Melodist International Film Festival in der Ukraine und am 4. November 2018 auf dem Scotsdale International Film Festival in den Vereinigten Staaten.

## Hintergrund
Die Dreharbeiten zu Leanders letzte Reise fanden zwischen dem 7. Mai 2016 und dem 15. Juni 2016 in der Ukraine, in Berlin und in Brandenburg statt. Der Film spielt in der Zeit des Euromaidan und der Annexion der Krim durch Russland 2014 und behandelt auch die Situation der Kosaken, die im Zweiten Weltkrieg in der Wehrmacht dienten. Prochnow, der 1941 geboren wurde und von seinem Vater und seinem Großvater aus Erzählungen viel vom Krieg erfuhr, verkörperte im Alter von 75 Jahren den über 15 Jahre älteren Eduard.
Die Protagonisten des Films sprechen ihre jeweilige Landes- bzw. Muttersprache. Eduard spricht aus seiner Zeit in der Wehrmacht und im Gulag auch russisch, die Konversationen werden zum Teil von Lew für Adele übersetzt.

## Auszeichnungen
Auf dem San Francisco Berlin and Beyond Film Festival und dem Festival des Europäischen Films Mamers en Mars erhielt Leanders letzte Reise 2018 jeweils den Publikumspreis.
Die Deutsche Film- und Medienbewertung vergab für Leanders letzte Reise das Prädikat „besonders wertvoll“.